# Санстефански мирен договор
Санстефанският мирен договор е предварителен (прелиминарен) мирен договор между Руската империя и Османската империя, който слага край на Руско-турската война (1877 – 1878) г. и урежда, макар и неокончателно, обособяване на Трета българска държава след близо пет века османско владичество в България.
Договорът е подписан около 17 ч. на 3 март (19 февруари стар стил) 1878 г. в Сан Стефано (днес квартал на Истанбул), от граф Николай Игнатиев и Александър Нелидов от руска страна и от външния министър Савфет Мехмед паша и посланика в Германия Садулах бей от страна на Османската империя. Нито един българин не присъства на подписването, независимо от това, че българите са участвали във военните действия и са дали 1347 убити опълченци.
Санстефанският договор изостря силно отношенията между Русия и останалите Велики сили, поради това, че е сключен в нарушение от страна на Русия на предварително сключените тайни споразумения с Австро-Унгария – по-специално Райхщадското споразумение от 1876 г. и Будапещенската конвенция от 1877 г. Част от тези спорове са решени с Лондонското споразумение от 30 май 1878 г., предхождащо Берлинския договор, който окончателно решава въпроса със създаването на Княжество България. Един от сериозните за Русия (а оттам – и за България) проблеми в Санстефанския договор е в предварителното съгласие на Русия, че на Балканите няма да се създава голяма славянска държава.

## Край на Руско-турската война
След пленяването на армията на Осман паша в Плевен през декември 1877 г. Османската империя прави неколкократни постъпки към руската страна за примирие, но без успех. Преговорите в Казанлък през януари 1878 г. се провалят, тъй като османските пълномощници отхвърлят условието на Русия за създаване на самостоятелно българско княжество в границите на българския етнос, което да е по площ не по-малко от териториите, посочени от Великите сили на Цариградската конференция в края на 1876 г.
Междувременно руските войски разбиват турците при Караагач, превземат незащитения Одрин и напредват към Цариград и Дарданелите. Молбите на Османската империя за помощ от Великобритания и Австро-Унгария срещат отказ от Лондон и Виена. Единственото, което остава на Османската империя, е да приеме всички искания на Русия. На 31 януари 1878 г. в Одрин е подписано примирие. Още първата точка в протокола по примирието нарушава Райхщадското споразумение на Русия с Австро-Унгария, тъй като гласи:
| „ | България се създава като автономно княжество в пределите, където мнозинството от населението е българско. Нейните граници в никакъв случай не могат да бъдат по-малки от границите приети от Цариградската конференция. Тя ще плаща данък, ще има народно християнско правителство и местна милиция. Османската армия там повече не ще се намира. | “ |

Останалите искания са за независимост на Румъния, Сърбия и Черна гора.

## Усложняване на обстановката в Европа
Още в началото на Руско-турската война обстановката в Европа се нажежава. Въпреки съпротивата на опозицията начело с Уилям Гладстон през май 1877 г. правителството на Великобритания взима решение да се включи във войната на страната на Османската империя в случай, че Русия обсади Цариград, проникне на територията на Египет и окупира Дарданелите или Персийския залив, и уведомява Петербург за решението си.
Тъй като се опасява от съюза на Русия с Германия и Австро-Унгария (Съюз на тримата императори), британското правителство се заема да привлече Австро-Унгария на своя страна. През май 1877 г. британският премиер Бенджамин Дизраели изпраща таен меморандум до австро-унгарското правителство, с който насърчава претенциите на Виена за облаги от войната. Австрийското правителството дава да се разбере, че не би се съгласило на продължителна руска протекция над България.
Не след дълго руският император разбира за тайните преговори между Виена и Лондон и уверява двете страни, че бъдещето на Балканите ще се решава от всички Велики сили. За да засили съюза си с Австро-Унгария и Германия, Александър II им представя предварително документа „Основания на мира“. Британското правителство прави нови опити да внесе разкол в Съюза на тримата императори. Новото предложение на Дизраели е за мобилизация на австро-унгарската войска, но във Виена не се съгласяват, тъй като вече са били договорили с Русия разпределянето на територии, получени в резултат на войната. Тайните преговори не довеждат до пакт, но поне разкриват, че Австро-Унгария застава на английска позиция.
Откритите антируски изказвания в Англия и несъгласието на Хабсбургите с „Основания на мира“ вдъхват надежди на Османската империя за дипломатическа и военна подкрепа. Виена обаче отхвърля османската молба за помощ най-малко по две причини – тайното споразумение с Русия и защото не търси начин да спаси империята, а да завладее част от балканските ѝ владения. С тази цел австро-унгарците искат мирният договор след края на войната да бъде съгласуван между всички Велики сили. Обединеното кралство застава на същата позиция, но цели запазване на Османската империя.
Канцлерът Ото фон Бисмарк предлага да посредничи за изглаждане на руско-британските разногласия. В края на същия месец обаче външният министър на Австро-Унгария Дюла Андраши възразява остро срещу разпростиране на България на юг от Стара планина, което пряко противоречи на клаузите в Райхщадското споразумение с Русия. Междувременно Русия започва да изпитва затруднения и с балканските си съюзници. Румъния недоволства от преминаването на Южна Бесарабия в състава на Руската империя, макар че тя получава Северна Добруджа като компенсация. По-късно всички тези обстоятелства, включително и фактът, че руската армия не освобождава Македония и Родопите, възпрепятстват реализирането на Санстефанския договор, който така или иначе не само е бил предварителен, но и е бил подписан от Русия с ясното знание, че нарушава текстовете на Райхщадското споразумение. Липсата на предварително съгласие на Великите сили с условията на договора, както и неспазването на договореностите от руска страна на тайната политика от преди започване на войната, водят до провеждането на Берлинския договор. Андрей Карцов, руски дипломат, служил като консул в Белград, Париж и др., пише в книгата си „Зад кулисите на дипломацията“:
| „ | Самото название предварителен показва, че руското правителство не придава на договора окончателно значение, а напротив – е смятало да го предоговори. В такъв случай защо изобщо е бил сключен? Спирането на военните действия е било уредено от с примирието от 19 януари 1878 г. Смисълът на Санстефанския договор може да е само един: да даде на българите доказателство за добрата воля на Русия, а отговорността за неизпълнението му да прехвърли на Европа. | “ |

До 2015 г. беше малко известно в България, че Русия сключва тайно споразумение с Австро-Унгария във връзка с руско-турската война, което е предизвестявало провеждането на Берлинския конгрес, довел до разпокъсването на България и предаването на Босна и Херцеговина под управлението на Австро-Унгария.

## Подписване на Санстефанския предварителен мирен договор
След подписването на Одринското примирие започват мирните преговори между двете страни в конфликта. За пръв пълномощник от руската страна е избран граф Николай Игнатиев.
На 9 февруари 1878 г. Игнатиев пристига в Одрин, придружаван е от Александър Нелидов – началник на дипломатическата канцелария в Генералния руски щаб и съветник на посолството в Цариград. Участие в преговорите взима и княз Алексей Церетелев, който е един от първите чужденци, видели намесата на османската войска след Априлското въстание през 1876 г. и е сред участниците в Цариградската конференция.
Поради опасността от война с Обединеното кралство и Австро-Унгария, Русия е принудена да направи някои отстъпки спрямо турската страна, която поради изострените отношения на Русия с останалите Велики сили се възползва, за да забави процеса по подписване на договора.
Мирните преговори започват на 13 февруари след като в Одрин пристига първият член на турската делегация – външният министър Савфет паша. Две седмици по-късно пристига и вторият – Сабдулах бей, посланикът на Османската империя в Берлин.
Още в началото на преговорите Савфет паша заявява, че империята ще осъществи изработените от Цариградската конференция реформи, но той отхвърля условията за мир, защото подписване на договор щяло да има само ако бъде започнат конгрес на всички Велики сили. Преговорите вървят мъчително, руското правителство започва да усеща намеренията на Османската империя и затова решава да предприеме по-твърди мерки с цел по-скорошно подписване на договора. На 24 февруари се изпраща отряд от 10 000 души край Цариград, а Главната руска квартира се мести от Одрин в Сан Стефано – тази тактика на сплашване не дава резултат и османските пълномощници продължават да печелят време до желаната помощ или конгрес на Великите сили.
Делегацията на Османската империя възразява срещу границите на България и Сърбия, които откъсват значителни части от териториите на империята.
На 25 февруари в Сан Стефано пристига великият везир Ахмед Вефик. Продължават обсъжданията относно границите на България, но не се постига споразумение. Преговорите са прекъснати на 28 февруари. На същата дата граф Игнатиев уведомява главнокомандващия на войските княз Николай Николаевич, че примирието трябва също да бъде прекъснато, а настъплението – подновено. Николаевич изпитва притеснение, че подобни действия биха довели до война с Обединеното кралство. Договорът е подписан на 3 март 1878 г., клаузите на мира са представени след ратифицирането му, което става две седмици по-късно – на 17 март.

## Клаузи

### Засягащи Черна гора, Сърбия и Румъния
Според договора Черна гора удвоява територията си за сметка на Османската империя, като включва градовете Никшич, Подгорица и Антивари (Бар) (Член 1). Високата порта признава независимостта на княжеството (Член 2).
Сърбия е призната от Портата за независима държава и за участието си във войната анексира поморавските градове Ниш и Лесковац, Прокупле и Куршумлия, както и части от Новопазарско (Член 3). Частта от Поморавието влиза в границите на Западната българска автономна област, предвидена от Цариградската конференция на Великите сили от 1876 г.
Румъния също е призната от Цариград за независима държава (Член 5).

### Засягащи България
Договорът предвижда създаването на автономно, трибутарно княжество България с християнско правителство и правото да има войска. Окончателните граници на Княжеството трябва да се определят от смесена руско-турска комисия, но размерите на България, определени в общи линии на приложената карта, трябва да служат за основа на окончателното разграничение.
Територията на България ще обхваща земите от река Дунав по новоустроената сръбска граница и оттам по западната граница на казата Враня до планината Карадаг. Оттам границата ще мине по западните граници на казите Куманово, Кочани, Калканделен до Кораб планина. След това границата се спуска на юг по Черни Дрин и после по западната граница на казите Охрид, Старово и Корча стига до планината Грамос. Оттам границата тръгва на изток през Костурското езеро, стига до река Мъгленица и се спуска до Солунския залив. Границата заобикаля Солун и през Бешичкото езеро излиза на Орфанския залив. От Буругьол границата извива на север към Родопите до Чепеларе, откъдето завива на изток и се спуска по Арда, после минава през Източна Тракия до Черно море, като оставя Одрин в Османската империя, а Лозенград, Люлебургас и Малко Търново – в България. Границата напуска морския бряг при Мангалия и през Добруджа излиза на Дунава при Расово (Член 6).
Договорът се опитва да създаде голяма славянска държава на Балканите – Княжество България би имало площ от около 170 000 кв. км и би обхващало Видинско, Врачанско, Търновско, Русенско, Силистренско, Варненско, Софийско, Пиротско и Вранско в Поморавието, почти цяла Македония (без най-южните области), части от Косово (Качаник) и Албания (Корчанско), част от Източна Тракия и Южна Добруджа.
Начело на държавата трябва да застане княз, който да бъде свободно избран от народа, утвърден от Високата порта и одобрен от Великите сили, като никой член на властващите в Европа династии не може да бъде избран на българския престол. Събрание от български първенци, свикано в Пловдив или Търново, трябва да обсъди и приеме основен закон на страната, по примера на тези в Дунавските княжества от 1830 г. (Член 7).
Османските войски трябва да напуснат държавата, а руската военна окупация ще продължи две години (Член 8). Уточняват се въпросите, свързани с наличието на османски държавни, обществени и лични имоти в България и плащането на годишния данък на княжеството към Портата (Член 9, 10, 11).

### Засягащи Русия и Османската империя
Османската империя обещава реформи в Босна и Херцеговина (Член 14), Крит, Епир и Тесалия (Член 15).
В замяна на репарациите по войната Високата порта предава на Русия територии в Кавказ, включително Батуми и Карс, както и Северна Добруджа, която Русия отстъпва на Румъния в замяна на Южна Бесарабия (Член 19). Северна Добруджа е предвидена от Цариградската конференция да влезе в състава на Източната българска автономна област.
Проливите – Босфорът и Дарданелите – са обявени за отворени, както във война, така и в мир, но само за търговските съдове на неутралните държави, отправящи се във или отплаващи от руски пристанища (Член 24), като Русия не получава възможност да ги използва за военните си кораби.

## Предпоставки за преразглеждане на договора

### Реакция на Великите сили
С подписването на Санстефанския предварителен мирен договор Османската империя приема исканията на Русия, съдържащи се в него. Въпреки това обаче Високата порта е била наясно, че договорът е предварителен и условията му ще бъдат преразгледани с участието на останалите Велики сили.
Първите отзиви от подписания предварителен договор стават ясни, веднага щом той става известен за западните Велики сили. Обединеното кралство и Австро-Унгария се обявяват против него, заявявайки че Русия сама е решила Източния въпрос в своя полза, без да се допита до западните Велики сили.
Заедно с Обединеното кралство, Италия и Франция се обявяват силно против излаз на България на Бяло море, под претекст че ще бъде използван от Русия, за да окаже влияние над Средиземноморието и морските сили в Европа. Готово да покаже настойчивостта си, Обединеното кралство започва да се готви за война. Започнати са мерки за съставянето на два експедиционни корпуса за военни действия срещу русите и превоз на английски войски от Индия, през Суецкия канал в Средиземно море.
Австро-Унгария изявява недоволство от създаването на голяма славянска държава в противоречие с предварителните тайни договорености с Русия (Райхщадско споразумение).
Тази криза в отношенията със западните Велики сили кара Русия да мисли, че надвисналата война с Обединеното кралство и Австро-Унгария ще се състои. Руската армия не е способна на втора война, веднага след приключилата, а освен всичко сред войските върлува тиф.
В края на март 1878 г. от Русия в Австро-Унгария е изпратен граф Игнатиев, който трябва да постигне разбирателство по спорните въпроси. Той среща упреци от страна на австро-унгарския министър на външните работи Дюла Андраши и императорът Франц Йосиф, че Русия не спазва предварителните договорености и съставя Санстефанския договор в нарушение на уговореното в Райхщадското споразумение и Будапещенската конвенция.
По това време пристига телеграма от Берлин, в която Германия предлага посредничество между британската и руската страна, с цел избягване на голяма всеобща война. Условията са и двете сили да изтеглят войските си на равно разстояние от Цариград, което бива прието.
На 27 април 1878 г. руското правителство взима решение да изпълни исканията на Австро-Унгария относно България, с цел да избегне конфликт. Главни противници на решението са граф Игнатиев и канцлерът Александър Горчаков, но мненията им не се поставят на дневен ред.
След преговори на Русия с британското правителство се стига до подписване на Лондонското споразумение, което окончателно определя разделянето на отнетите от Турция територии и налага на Русия фактическото спазване на Райхщадското споразумение.
Тайните споразумения на Русия с Австро-Унгария, условията по които не са спазени от Русия при съставянето на Санстефанския предварителен мирен договор, са основанието за провала на руската имперска външна политика по време на Берлинския конгрес. Конгресът слага и краят на кариерата на граф Игнатиев. Той е порицан за това, че подписвайки Санстефанския договор, не е отчел обстановката в Европа и е превишил своите пълномощия.
Тайните договори, разбира се, остават неизвестни за руската общественост, като самата война е представена в Русия като освободителна, насочена към спасяване на братята славяни от тежкия робски живот в Турция. Още с преминаването на руските войски през Дунав се стига до недоволство сред военните, а след около няколко дни и недоволство в самата Русия – оказва се, че българите са описани прекалено бедстващи, а на практика руските войски виждат, че стопанствата на българите и животът им като цяло са по-добри от тези на руските селяни. Това намира отражение и в дневника на Достоевски. Освен това Достоевски възкликва, че българите са трудолюбиви и заслужават богатството, което имат. Достоевски обаче казва, че това богатство е до известна степен украса и че българите са потиснати и ограбени от турците. „Всички тия красиви къщички, посеви, градинки, добитък – всичко е било разграбено, опожарено и изтрито от лицето на земята. Не десетки, не стотици, а хиляди и десетки хиляди българи са изгинали от огън и меч, разкъсвали са децата им на части и те са умирали в мъчения, обезчестените жени и дъщери или са избити след позора, или са отведени в плен за продан“.
Редица руски историци, сред които Л.С. Чернов, Е.П. Кудрявцева и В.Н. Пономарьов, отбелязват, че чрез „създаването на голяма България, имаща достъп както до Черно, така и до Егейско море, Русия укрепва позициите на подстъпите към проливите и Цариград“.

### Отношение на балканските държави
Санстефанският предварителен мирен договор среща неодобрението и на съседните на княжество България балкански държави.
Сърбия иска Видин и изявява претенции за Македония. Подтиквана от Австро-Унгария, Сърбия насочва стремежите си за териториално разширение на изток, към българските земи. По това време сърбите целят да възстановят териториите на „Велика Сърбия“ от времето на Стефан Душан, в която влизат земите на цялата македонска област и градовете Щип, Велес, Горна Джумая, Белоградчик, Кюстендил и други.
Румъния също не остава доволна от договора. Обсъждане по тези въпроси между граф Игнатиев и румънският крал Карол I има още през февруари 1878 г. Тогава монархът протестира относно преминаването на Южна Бесарабия към Русия и на Северна Добруджа към Румъния. Така се нарушава целостта на румънския народ, а румънската държава получава чужди земи с чуждо население (Северна Добруджа). По-късно тези несъгласия дават отражение и в Берлинския конгрес. Румъния също изразява недоволството, че не е била поканена на преговорите между Русия и Турция.
Гърция също има териториални недоволства относно включването на Македония и Тракия в българската държава.

## Историческо значение на Санстефанския договор
Санстефанският договор дава началото на Княжество България. Датата 3 март е формализирана от парламента като дата за национален празник на България. След като на Берлинския конгрес през юни–юли 1878 г. Великите сили окончателно орязват териториите на българската държава съгласно предварителните тайни споразумения на Русия с Австро-Унгария и Великобритания, Санстефанска България се превръща в символ на националното единение и основен национален идеал на българите за години напред. Опитите за постигане на този идеал водят до обединяването на Княжество България с Източна Румелия, Балканските войни през 1912 – 1913 г. и участието на България в Първата и Втората световна война.
Границите на България съгласно Санстефанския договор се отличават от тези на двете български автономни области, предвидени от Великите сили на Цариградската конференция от 1876 г. Според договора бъдещото българско княжество получава значителна част от Егейска Македония, но губи Нишко и Северна Добруджа. С това Санстефанският предварителен мирен договор поставя началото на разделянето на земите, международно признати за български от Цариградската конференция, което впоследствие продължава с даването на нови части от Поморавието и Добруджа съответно на Сърбия и Румъния с Берлинския договор.
Предаването от страна на Русия на Северна Добруджа на Румъния предизвиква протести на местното българско население, което в свой апел до руския император отбелязва, че с този акт се създават предпоставки за бъдещи българо-румънски раздори. С него се появява т.нар. добруджански въпрос в българския национален въпрос. Придобиването на територии по десния бряг на Дунав от Румъния е една от предпоставките за бъдещите ѝ стремежи към Южна Добруджа. Замяната на Южна Бесарабия със Северна Добруджа не е приета добре и от част от румънската общественост, поради заложените в анексията бъдещи конфликти с България.

## Галерия и карти
- Анекс към Санстефанския предварителен мирен договор, показващ границите на новото Княжество България
- Анекс към Санстефанския предварителен мирен договор, показващ новите граници на Сърбия
- Анекс към Санстефанския предварителен мирен договор, показващ новите граници на Черна гора
- Анекс към Санстефанския предварителен мирен договор, показващ новата граница между Руската и Османската империя в Кавказ

## Общи и други източници
- Цонко Генов, Освободителната война 1877-1878, София, 1978 г.
- Хенри Кисинджър Дипломацията, София, 1997 г., ISBN 978-954-398-385-8
- Сотир Нанев, Македония 1941 Възкресение, София, 2003 г. ISBN 954-528-366-1